# Циммерман, Фёдор Михайлович
Федор Михайлович Циммерман  (1806—1888) — российский гитарист-семиструнник, композитор, ученик А. О. Сихры, виртуоз.

## Биография
Федор Михайлович родился в 1806 году в селе 3еметчино, ныне расположенного в Бондарском районе Тамбовской области.
На гитаре исполнял, главным образом, свои произведения, прекрасно импровизируя и демонстрируя неповторимую манеру игры.
Циммерман не записывал и не издавал собственные произведения и большая часть его работ не сохранилась. Некоторые работы были записаны его другом — композитором В. С. Саренко.
Умер Циммерман в 1888 году.